# 女国
女国（じょこく）は、中国の正史の中で西チベットに存在したとされる女王国。西海にまた別の女王国があったため、東女国（とうじょこく）とも称される。シャンシュン王国に比定する説が有力。

## 『隋書』と『北史』の記述の概要
女国は、葱嶺の南にあった。その国は代々女を王とし、姓を蘇毗、字を末羯といい、在位は20年であった。女王の夫を号して金聚といい、政治をとらなかった。国内の男たちは、ただ征伐のみを仕事とした。山上に城を築き、周囲の五六里に家を密集させた。王は9層の楼閣にあり、侍女は数百人、5日に1回朝政をきいた。また小女王があってともに国政をみた。その風俗は婦人が男性を軽んじた。男女は顔面を彩色し、1日に数度改めた。狩猟を生業とし、鉱石・朱砂・麝香・牛・馬などを産し、岩塩をインドと交易して多大な利益を上げた。女王が死ぬと、死者の一族中の賢女ふたりを選んで、一を女王とし、次を小王とした。貴人が死ぬと、皮を剥いで、金屑と骨肉を瓶の中に置いて埋めた。1年経つと、その皮を鉄器に入れてまた埋めた。阿修羅神や樹神をあがめ、年初の祭りにはサル（獼猴）を用いた。祭りが終わると、雌雉のような鳥の腹を割いて豊年を占った。隋の開皇六年（586年）、使者を派遣して隋に朝貢したが、以後は途絶えた。

## 『旧唐書』と『新唐書』の記述の概要
東女国は、蘇伐剌拏瞿呾羅ともいい、西羌の別種である。西海中に別の女国があるため、東女と称した。女を王とした。東は茂州・党項と接し、東南は雅州の羅女蛮・白狼夷と界を隔てていた。その広さは東西に9日、南北に20日、徒歩でかかり、大小に80あまりの城があった。その王の居所を康延川といい、弱水が南に流れ、牛皮を船に用いて渡河した。4万あまりの人口が山谷の間に散らばっていた。女王を「賓就」と号し、女官を「高霸」と号し、国事を議論した。
隋の大業年間、蜀王楊秀が使者を派遣して招聘しようとしたが受けなかった。唐の武徳年間、女王の湯滂氏が使者を唐に派遣して朝貢した。突厥の頡利可汗が平定されると、またその使者が唐に入朝した。垂拱二年（686年）、東女国王の斂臂が大臣の湯剣左を唐に派遣して来朝させた。武則天は斂臂を左玉鈐衛員外将軍に冊した。天授三年（692年）、東女国王の俄琰児が武周に来朝した。万歳通天元年（696年）、武周に使者を派遣した。開元二十九年（741年）12月、東女国王の趙曳夫が子を派遣して唐に朝貢した。天宝元年（742年）、玄宗が曲江に宴を催して、趙曳夫を帰昌王に封じ、左金吾衛大将軍に任じた。後に男子を王とするようになった。
貞元九年（793年）7月、東女国王の湯立悉と哥隣国王の董臥庭、白狗国王の羅陀忽、逋租国王の弟の鄧吉知、南水国王の姪の薛尚悉曩、弱水国王の董辟和、悉董国王の湯息賛、清遠国王の蘇唐磨、咄霸国王の董藐蓬が、おのおの部落を率いて唐の剣南西川府に帰順した。湯立悉らはたびたび唐に来朝して、麟徳殿で謁見を受けた。湯立悉は銀青光禄大夫・帰化州刺史に任ぜられ、ほかの首長たちにも官位を与えられた。しかし、羌族の首長たちは吐蕃ともひそかに通交しており、そのため「両面羌」と称された。

## 参考資料
- 『隋書』巻八十三 列伝第四十八 西域
- 『北史』巻九十七 列伝第八十五 西域
- 『旧唐書』巻一百九十七 列伝第一百四十七 南蛮 西南蛮
- 『新唐書』巻二百二十一上 列伝第一百四十六上 西域上